# Kálium-oxid
A kálium-oxid a kálium és oxigén halványsárga színű ionvegyülete, a kálium legegyszerűbb oxidja. Ritkán előforduló, nagyon reakcióképes vegyület. Néhány kereskedelmi forgalomban elérhető anyag, például műtrágyák és cementek százalékos hatóanyagtartalmát ekvivalens mennyiségű K2O-ra vonatkoztatva adják meg.

## Előállítása
Oxigén és kálium reakciójával állítják elő, melynek során K2O2 kálium-peroxid keletkezik, majd ezt fémkáliummal reagáltatva kapják az oxidot:
K2O2  +  2 K  →  2 K2O
Másik, kényelmesebb eljárás szerint K2O-t kálium-nitrát és fémkálium hevítésével szintetizálnak:
2 KNO3  +  10 K  →   6 K2O + N2
Kálium-hidroxidból vízelvonással nem lehet oxidot nyerni.

## Tulajdonságai és reakciói
A K2O antifluorit rácsban kristályosodik, melyben a kationok és anionok helye a CaF2 rácsához képest fel van cserélve. A káliumionokat 4 oxidion veszi körül, míg az oxidionokhoz 8 káliumion koordinálódik. A K2O bázikus oxid, vízzel hevesen reagálva maró hatású kálium-hidroxid keletkezik belőle. Levegőn állva elfolyósodik, mivel elnyeli annak víztartalmát, minek  hatására beindul a fenti reakció.

## Kálium-oxid a műtrágyákban
A műtrágyák címkéjén az  N-P-K (nitrogén-foszfor-kálium) számokban a K2O képletet használják, amely bár a kálium-oxid helyes kémiai képlete, azonban ezekben a termékekben nem magát a kálium-oxidot használják. A műtrágyák káliumforrása általában kálium-klorid, kálium-szulfát vagy kálium-karbonát. A címkén szereplő K2O százalékos mennyisége a műtrágyában levő kálium mennyiségét adja meg, ha az kálium-oxid formájában lenne jelen. A kálium-oxid tömegének kb. 83%-a kálium, de pl. a kálium-kloridban az aránya csak 52%, így a kálium-kloridban kevesebb kálium van, mint az ugyanolyan tömegű kálium-oxidban. Emiatt ha egy műtrágya tömegének 30%-a kálium-klorid, akkor káliumtartalma a – kálium-oxidban történő – szokásos megadási mód szerint csak 19%.

## Fordítás
Ez a szócikk részben vagy egészben  a   Potassium oxide című angol Wikipédia-szócikk ezen változatának fordításán alapul.  Az eredeti cikk szerkesztőit annak laptörténete sorolja fel. Ez a jelzés csupán a megfogalmazás eredetét és a szerzői jogokat jelzi, nem szolgál a cikkben szereplő információk forrásmegjelöléseként.